# Tvarditsa (Dobritch)
Pour les articles homonymes, voir Tvarditsa.
Tvarditsa est un village bulgare de l’obchtina de Chabla, situé dans l’oblast de Dobritch.